# Grammopeplus eichelbaumi
Grammopeplus eichelbaumi är en skalbaggsart som först beskrevs av Heinrich Bickhardt 1911.  Grammopeplus eichelbaumi ingår i släktet Grammopeplus och familjen stumpbaggar. Inga underarter finns listade i Catalogue of Life.